# Police birmane
La police birmane (birman : မြန်မာနိုင်ငံ ရဲတပ်ဖွဲ့), anciennement police populaire (ပြည်သူ့ရဲတပ ်ဖွဲ့), est l'agence chargée de l'application des lois de la Birmanie. Elle est créée en 1964 en tant que département indépendant relevant du ministère de l'Intérieur (en).

## Histoire
Les forces de police birmanes ont une longue histoire, elles comprennent également la police locale et la police régionale dans différentes juridictions.

### Règne britannique en Birmanie
La principale force de police en Birmanie britannique est la police birmane. Il y a en plus une police militaire paramilitaire birmane (en), la police des chemins de fer et la police de la ville de Rangoun. À partir de 1891 environ, la plupart des postes de direction au sein de la police birmane sont occupés par des membres de la police impériale indienne.
En 1872, le troisième maire du district de Mergui, Sir Ashly Din (1870-1875), nomme le premier policier stationné à Maliwan (en), un village situé à 39 kilomètres au nord de l'actuelle Victoria Point.
Le policier birman le plus célèbre de cette période est peut-être l'auteur George Orwell, qui en 1922 rejoint la police impériale indienne en Birmanie. Un autre policier colonial célèbre en Birmanie est Hector Hugh Munro, connu sous le nom de Saki.

### Après l'indépendance (de 1948 à aujourd'hui)

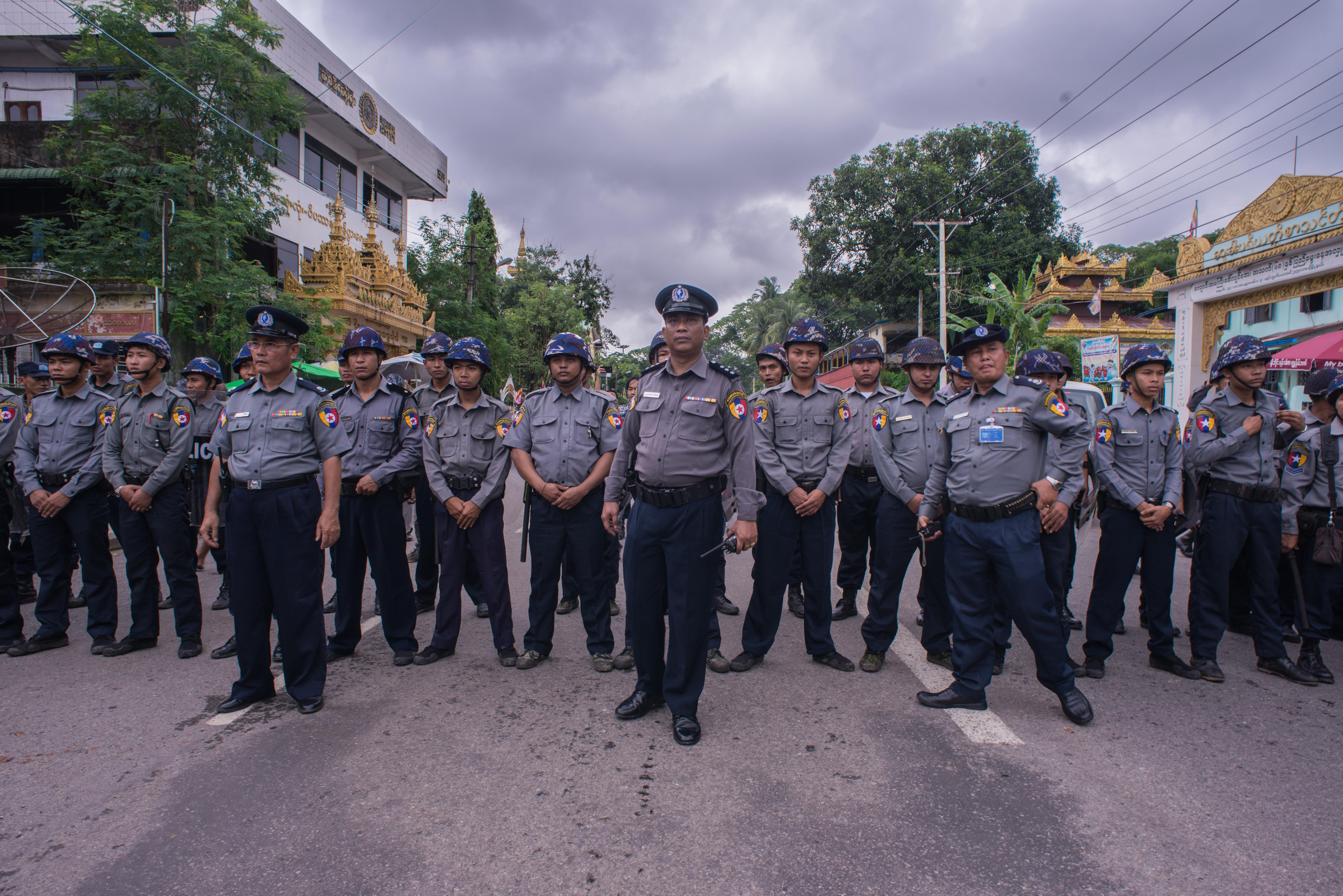
Des policiers birmans bloquent des manifestants dans le canton de Bahan, à Yangon.

Le 16 mars 1988, à la suite du meurtre de deux étudiants lors des manifestations en faveur de la démocratie, des étudiants marchant sur Prome Road sont affrontés près du lac Inya par la police anti-émeute des forces de sécurité de Lon Htein et beaucoup d'entre eux sont battus à mort ou se noient.
La police nationale est composée de plusieurs entités plus petites, dont la police des chemins de fer birmane et la division du renseignement.